# Hurbache
Hurbache (deutsch ursprünglich: Hurbach (1187)) ist eine französische Gemeinde mit 291 Einwohnern (Stand: 1. Januar 2022) im Département Vosges in der Region Grand Est. Sie gehört zum Arrondissement Saint-Dié-des-Vosges und zum Gemeindeverband Saint-Dié-des-Vosges. Die Einwohner nennen sich Hurbachois(es).

## Geografie

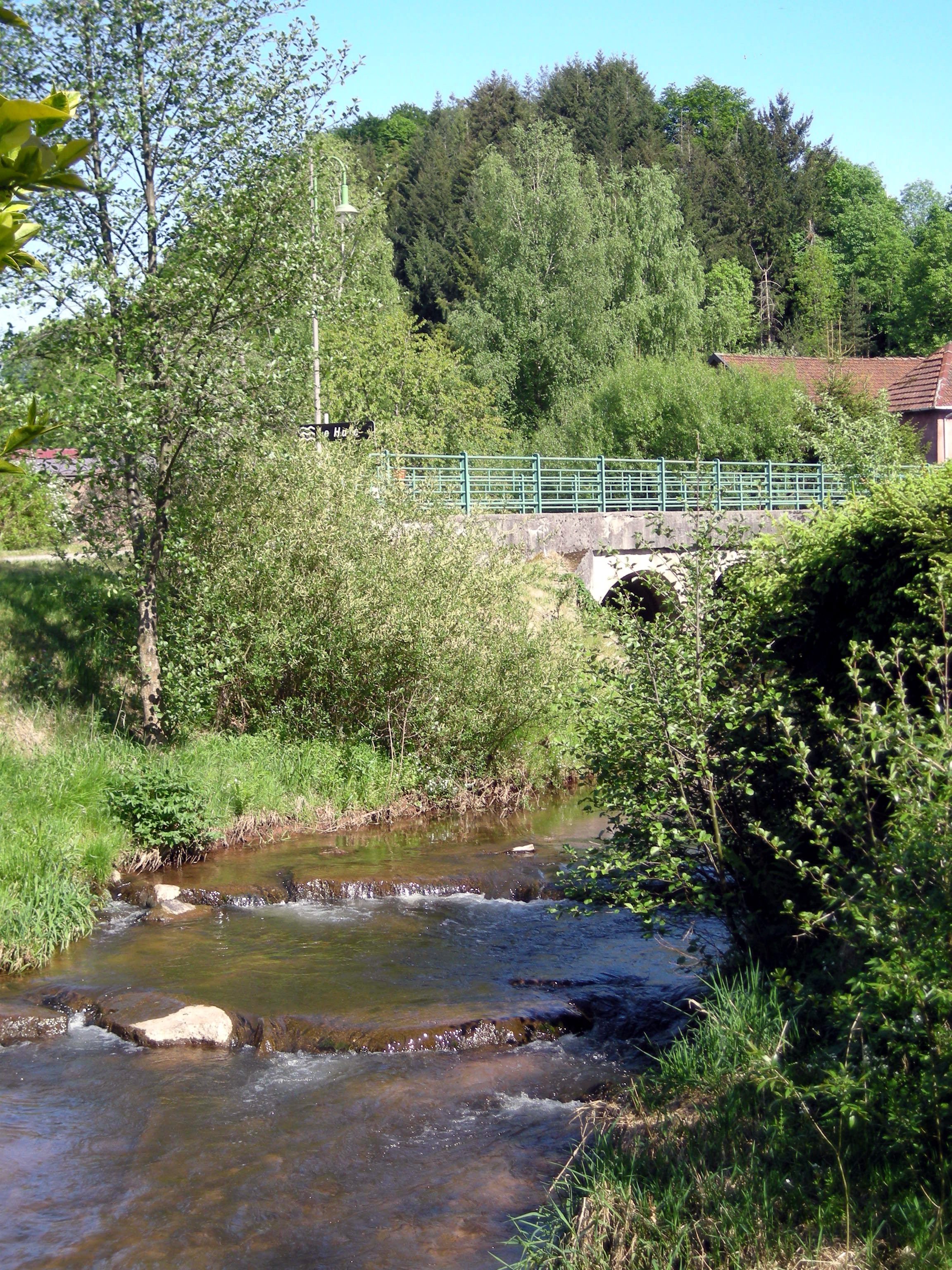
Die Hure in Hurbache

Hurbache liegt in den Vogesen am Fluss Hure, etwa zehn Kilometer nördlich von Saint-Dié-des-Vosges. Nachbargemeinden von Hurbache sind Moyenmoutier im Norden, Denipaire im Osten, Saint-Dié-des-Vosges im Süden sowie La Voivre im Westen. Nördlich und südlich des Huretales steigt das waldreiche Gelände auf Höhen von über 400 m an. Die höchste Erhebung im Gemeindegebiet bildet eine 592 m hohe Felsenformation im äußersten Süden.

## Bevölkerungsentwicklung
| Jahr      | 1962 | 1968 | 1975 | 1982 | 1990 | 1999 | 2011 | 2021 |
| Einwohner | 256  | 261  | 232  | 227  | 253  | 282  | 302  | 300  |

Im Jahr 1841 wurde mit 660 Bewohnern die bisher höchste Einwohnerzahl ermittelt. Die Zahlen basieren auf den Daten von cassini.ehess und INSEE.

## Sehenswürdigkeiten
Die Kirche Saint-Étienne-et-Saint-Gengoult aus dem 19. Jahrhundert ersetzte einen während der Französischen Revolution zerstörten Vorgängerbau.

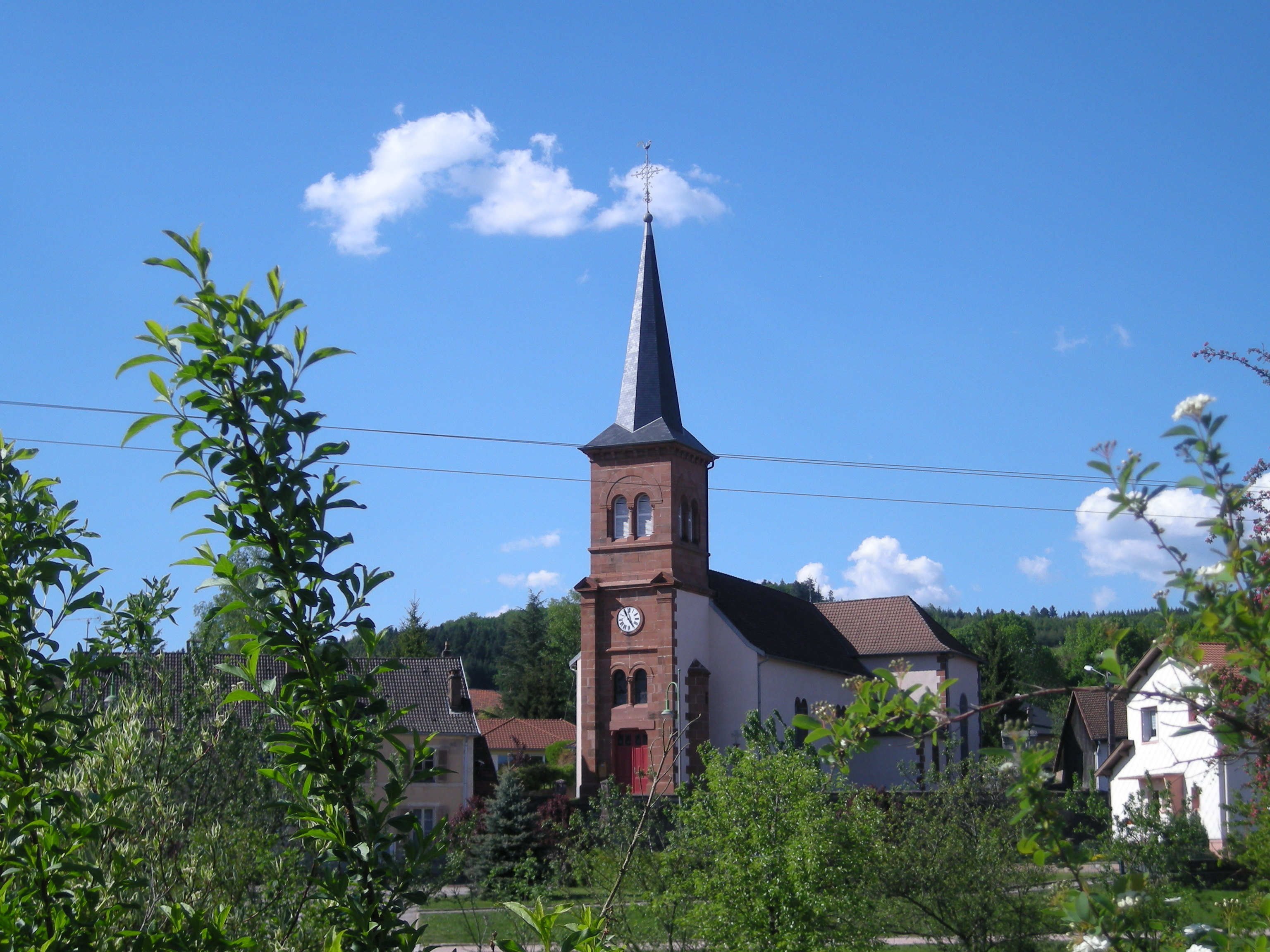
Kirche Saint-Gengoult

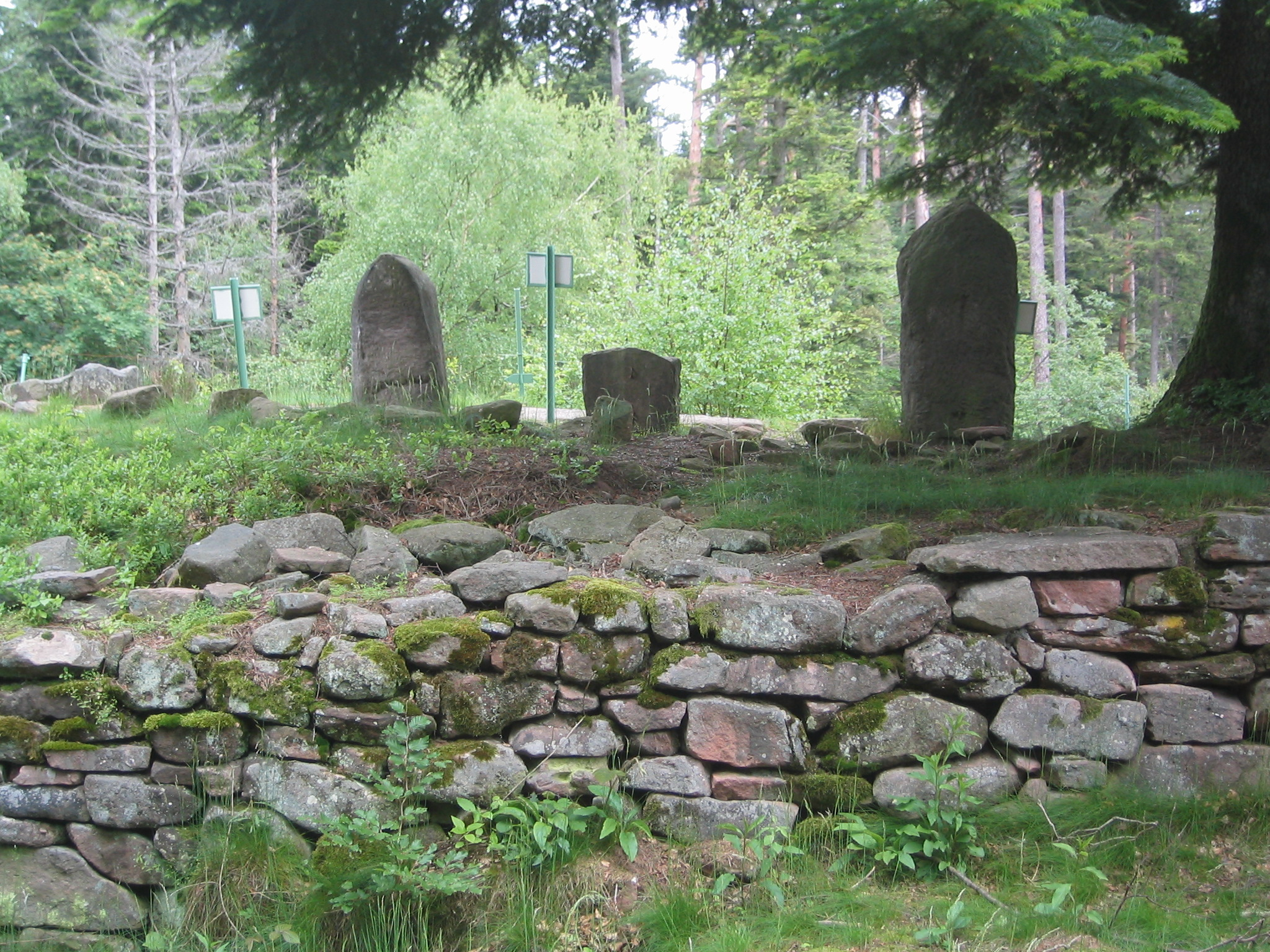
Mauer und Grabstelen am Camp celtique de la Bure

Auf einer Anhöhe eines Sandsteinfelsvorsprungs an der Grenze zur Gemeinde Saint-Dié befindet sich das „Keltische Lager Bure“ (Camp celtique de la Bure), von den Einheimischen später auch „Römerlager“ genannt. Der Platz mit einer Jupiter-Statue auf monumentaler Basis dominierte die Via salinatorum, die von Étival nach Saales führte. Ausgrabungen um das Lager förderten zahlreiche antike und merowingische Artefakte zutage, zum Beispiel Mauerreste, zwei große Ambosse und Schmiedeschlacke. Das keltische Camp ist seit 1982 als Monument historique eingestuft.

## Wirtschaft und Infrastruktur
In der Gemeinde sind sechs Landwirtschaftsbetriebe ansässig (Milchwirtschaft, Pferdezucht).
Durch das Gemeindegebiet von Hurbache führt die Fernstraße D 32 von Étival-Clairefontaine  ins elsässische Saales. Vier Kilometer westlich von Hurbache besteht ein Anschluss an die autobahnartig ausgebaute Route nationale 59 von Lunéville nach Sélestat.

## Geschichte
Im Rahmen der Aktion Waldfest wurden 42 Männer und Jugendliche am 7. November 1944 − größtenteils nach Mannheim – zur Zwangsarbeit deportiert. Zwei Tage später wurden die verbliebenen Einwohner evakuiert und der Ort von den Deutschen geplündert und fast alle Häuser wurden niedergebrannt.

## Belege
1. ↑  Hurbache auf cassini.ehess
2. ↑  Hurbache auf INSEE
3. ↑  Camp celtique de la Bure in der Base Mérimée des französischen Kulturministeriums (französisch)
4. ↑  Landwirtschaftsbetriebe auf annuaire-mairie.fr (französisch)
5. ↑  Hurbache. In: Gedenkorte Europa 1939-1945. Studienkreis Deutscher Widerstand 1933 - 1945, abgerufen am 6. Mai 2025.